# 카렌 베른

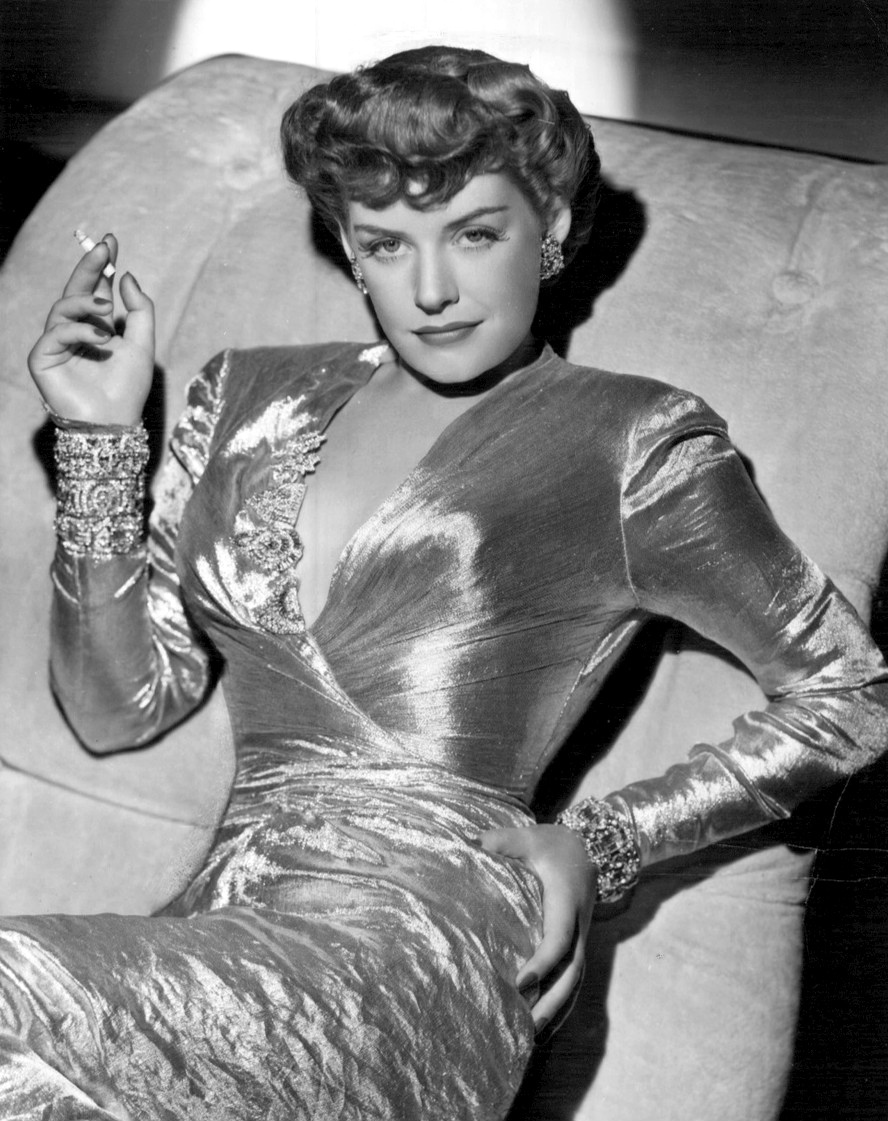

카렌 베른(Ingeborg Katherine Marie Rose Klinckerfuss, 1918년 4월 6일 ~ 1967년 12월 23일)은 독일의 연극 배우, 영화배우, 텔레비전 배우이다.
베를린에서 태어났으며 할리우드에서 사망하였다. 사인은 질병이다.

## 영화
- 마담 X (1966년)
- 바보들의 배 (1965년)
- 배드 앤 뷰티 (1952년)
- 세븐스 크로스 (1944년)
- 셜록홈즈 - 비밀병기 (1943년)
- 킹스 로우 (1942년)